# Vieux Moulin (Herve)
De Vieux Moulin is een watermolen op de Ruisseau du Hac, gelegen in de Belgische plaats Herve, aan Sur la Commune 14.
Deze bovenslagmolen fungeerde als korenmolen.

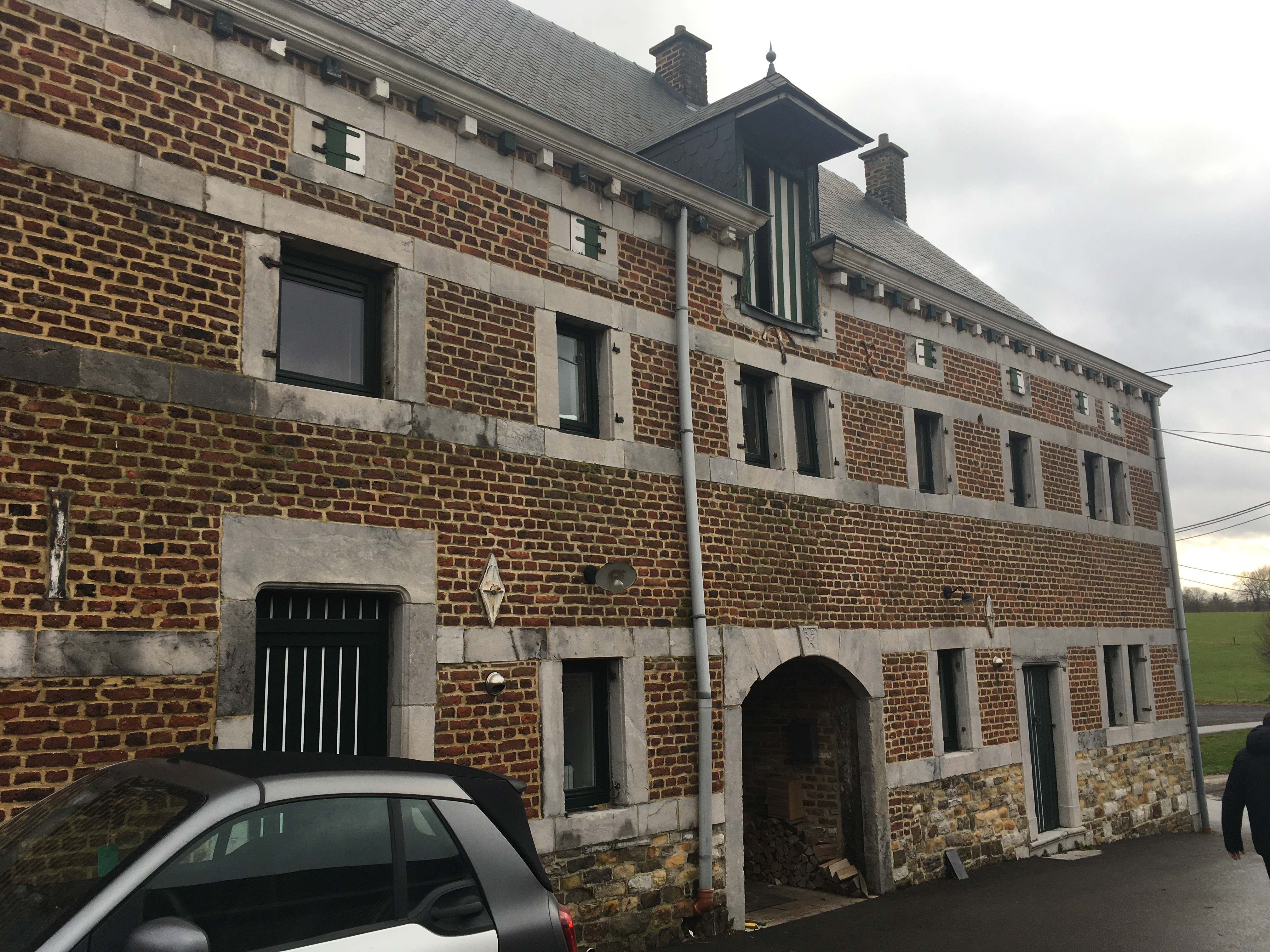
Voorgevel van de oude molen.

Het betreft een langgerekt gebouw uit 1756, deels in natuursteen, deels in baksteen: de Maaslandse renaissancestijl. Het bovenslagrad werd vernield tijdens de Tweede Wereldoorlog. Boven de deur van het molenaarshuis is een gevelsteen met het opschrift: JHS 1756 en boven de poort H D.
Het gebouw werd gerenoveerd. Tegenwoordig is er een ijs- en kaasmakerij gehuisvest, de Fromagerie du Vieux Moulin en Glacerie les Canailles.